# Annamie Paul
Annamie Paul   (Toronto, 3 de novembre de 1972) és una activista i advocada canadenca que és la líder del Partit Verd del Canadà des del 3 d'octubre de 2020. És la primera canadenca negra i la primera jueva elegida líder d'un important partit federal al Canadà. Fou fundadora de Barcelona International Public Policy Hub, dedicat a grans desafiaments, com la crisi climàtica i els drets de les persones. I el seu marit Mark Freeman porta l'Institut for Integrated Transitions, amb també seu a Barcelona i amb projectes arreu del món. Annamie Paul visqué amb la seva família a Barcelona de l'any 2011 al 2018.
Va ser candidata a les eleccions federals del Canadà del 2019. Paul va guanyar les eleccions al lideratge del Partit Verd del Canadà del 2020 per substituir Elizabeth May. Paul es presenta a les eleccions parcials del Toronto Centre que se celebraran el 26 d'octubre de 2020, convocades després de la dimissió de Bill Morneau.

## Antecedents
Paul va començar la seva implicació amb la política aviat, treballant a la legislatura d'Ontario als 12 anys, i més tard al Senat canadenc, i com a interna a la Ontario legislature pels Progressive Conservatives i els Liberals el 1996. Va estudiar a l'institut Runnymede Collegiate Institute de Toronto i es llicencià en Dret per la Universitat d'Ottawa i màster en assumptes públics per la Universitat de Princeton. També va treballar a un bar d'Ontario el 1998.
Va ser fundadora i directora executiva del Centre Canadenc per al Lideratge Polític del 2001 al 2005 i ha treballat en llocs de compromís cívic i assumptes internacionals, inclosos en assumptes polítics a la Missió del Canadà a la Unió Europea i a la Fiscalia de la Cort Penal Internacional. És cofundadora del Centre de Polítiques Públiques Internacionals de Barcelona (BIPP HUB). Parla anglès, francès, català i espanyol.
Paul és la germana gran de l'actriu canadenca Ngozi Paul, germana bessona de Luther, i està casada amb l'advocat internacional de drets humans Mark Freeman. La seva mare és de Nevis i el seu pare de Dominica. Paul es va convertir al judaisme el 2000, que és la fe del seu marit.

## Compromís cívic
El 2001, Paul va fundar el Centre Canadenc per al Lideratge Polític (CCPL), el treball del qual va ser recolzat per una beca de la Echoing Green Foundation amb el suport de la Fundació Maytree. La CCPL era una organització centrada a ajudar les dones, els indígenes i les persones de color a exercir càrrecs públics. A través de la CCPL, Paul va organitzar sessions de formació a tot Canadà, així com conferències dedicades a la participació en funcions elegides i nomenaments a la junta. Els participants en els programes de la CCPL van continuar assolint aquests objectius, sent nomenats i elegits per a càrrecs directius i personal polític.
El 2017, Paul va cofundar Barcelona International Public Policy Hub (BIPP HUB), un espai de treball de l'empresa social dissenyat per ser un catalitzador de les ONG internacionals que treballen en reptes globals. A més de proporcionar suport, el centre també acull projectes individuals, inclosos democràcia oberta amb la branca espanyola d'OpenDemocracy, Verificat, un servei de comprovació de dades de notícies en català i el Climate Infraestructure Project.
El 2019, Paul va cocrear la beca de 1834 Fellowshi per formar joves líders polítics negres canadencs, un projecte de l'Operation Black Vote Canada.

## Inicis de la seva carrera política (1996-2020)
Paul va fer de becària pel diputat liberal Dominic Agostino el 1996, que va ocupar el càrrec de copresident de la campanya de lideratge de Gerard Kennedy. Va declarar que va fer de becària per a ell per veure com era una cursa pel lideratge del partit.
Paul es va traslladar de nou al Canadà i va guanyar la nominació a Green Centre al Toronto Centre el juliol de 2019. Va participar en les eleccions federals del 2019 com a candidata del Partit Verd al Toronto Centre, on va perdre contra l'aleshores ministre de finances Bill Morneau. Poc després de la seva nominació, per ordre de Elizabeth May va ser nomenada com a Affairs Critic International al gabinet a l'ombra del Partit Verd, càrrec que va mantenir fins al febrer de 2020, quan va deixar el càrrec per entrar a la cursa pel lideratge.
El març de 2020, va ser la primera candidata inscrita a presentar-se a la carrera per ser la novena líder del Partit Verd del Canadà. Va qualificar la carrera de lideratge, la primera des del 2006, com una "oportunitat de renovació" per al partit. El 24 de setembre de 2020, Paul va anunciar que havia rebut el permís del Partit Verd per sol·licitar ser candidata a les eleccions parcials federals d'octubre de 2020 a Toronto Centre.

## Lideratge del Partit Verd del Canadà (2020-actualitat)
El 3 d'octubre de 2020, Paul va ser elegida líder del Partit Verd del Canadà, convertint-se en la primera canadenca negra i la primera dona jueva elegida líder d'un important partit polític al Canadà. Va guanyar el 54,53% dels vots en l'última ronda de votacions, derrotant Dimitri Lascaris, en segon lloc, i 6 candidats més.

## Premis i beques
És becària d'Action Canada, Echoing Green Fellow, membre de la Universitat d'Ottawa Common Law Honor Society, alumna del Programa de reclutament de líders de polítiques del govern del Canadà, i guanyadora del Harry Jerome Award.

## Resultats electorals
| Candidat | Candidat         | 1a ronda        | 1a ronda | 2a ronda        | 2a ronda | 3a ronda        | 3a ronda | 4a ronda        | 4a ronda | 5a ronda        | 5a ronda | 6a ronda        | 6a ronda | 7a ronda        | 7a ronda | 8a ronda        | 8a ronda |
| Candidat | Candidat         | Vots registrats | %        | Vots registrats | %        | Vots registrats | %        | Vots registrats | %        | Vots registrats | %        | Vots registrats | %        | Vots registrats | %        | Vots registrats | %        |
| -------- | ---------------- | --------------- | -------- | --------------- | -------- | --------------- | -------- | --------------- | -------- | --------------- | -------- | --------------- | -------- | --------------- | -------- | --------------- | -------- |
|          | Annamie Paul     | 6,242           | 26.14%   | 6,242           | 26.16%   | 6,305           | 26.24%   | 6,478           | 27.23%   | 6,952           | 29.44%   | 7,614           | 32.52%   | 8,862           | 38.52%   | 12,090          | 54.53%   |
|          | Dimitri Lascaris | 5,768           | 24.15%   | 5,773           | 24.20%   | 5,813           | 24.40%   | 6,586           | 27.69%   | 7,050           | 29.86%   | 7,551           | 32.25%   | 8,340           | 36.22%   | 10,081          | 45.47%   |
|          | Courtney Howard  | 3,285           | 13.76%   | 3,285           | 13.77%   | 3,348           | 14.05%   | 3,404           | 14.31%   | 3,762           | 15.93%   | 4,523           | 19.32%   | 5,824           | 25.29%   | Eliminat        | Eliminat |
|          | Glen Murray      | 2,745           | 11.50%   | 2,746           | 11.51%   | 2,821           | 11.84%   | 2,846           | 11.96%   | 2,992           | 12.67%   | 3,725           | 15.91%   | Eliminat        | Eliminat | Eliminat        | Eliminat |
|          | David Merner     | 2,636           | 11.04%   | 2,636           | 11.05%   | 2,697           | 11.32%   | 2,727           | 11.46%   | 2,856           | 12.10%   | Eliminat        | Eliminat | Eliminat        | Eliminat | Eliminat        | Eliminat |
|          | Amita Kuttner    | 1,468           | 6.15%    | 1,470           | 6.16%    | 1,486           | 6.24%    | 1,748           | 7.35%    | Eliminat        | Eliminat | Eliminat        | Eliminat | Eliminat        | Eliminat | Eliminat        | Eliminat |
|          | Meryam Haddad    | 1,345           | 5.63%    | 1,346           | 5.64%    | 1,358           | 5.70%    | Eliminat        | Eliminat | Eliminat        | Eliminat | Eliminat        | Eliminat | Eliminat        | Eliminat | Eliminat        | Eliminat |
|          | Andrew West      | 352             | 1.47%    | 356             | 1.49%    | Eliminat        | Eliminat | Eliminat        | Eliminat | Eliminat        | Eliminat | Eliminat        | Eliminat | Eliminat        | Eliminat | Eliminat        | Eliminat |
|          | Vot en blanc     | 36              | 0.15%    | Eliminat        | Eliminat | Eliminat        | Eliminat | Eliminat        | Eliminat | Eliminat        | Eliminat | Eliminat        | Eliminat | Eliminat        | Eliminat | Eliminat        | Eliminat |
| Total    | Total            | 23,877          | 100%     | 23,854          | 100%     | 23,828          | 100%     | 23,788          | 100%     | 23,612          | 100%     | 23,413          | 100%     | 23,026          | 100%     | 22,171          | 100%     |